# ジ・アート・オブ・チャーリー・チャン・ホックチャイ
『ジ・アート・オブ・チャーリー・チャン・ホックチャイ』（The Art of Charlie Chan Hock Chye）はシンガポール人の漫画家ソニー・リュウによるグラフィックノベル作品。2015年にシンガポールのエピグラム・ブックスから、翌年にニューヨークのパンテオンから刊行された。中国語版書名は『漫画之王：陳福財正伝』である。

## 概要
架空の漫画家チャーリー・チャン・ホックチャイの評伝として描かれており、作者ソニー・リュウが案内役となる。現在視点のカラー漫画の合間に、チャンが描いたとされるバラエティ豊かな漫画作品、スケッチや油絵が掲載されている。植民地時代から現代までのライフストーリーと並行して、各時代の政治的状況を風刺した作品を紹介する形で、シンガポール政府公認の現代史に替わるオルタナティヴな歴史解釈が提示されている。そのため、刊行に当たって政府の出版助成金を取り下げられる一幕もあった。
ヴィジュアルなスタイルの多様さは際立っており、古い写真や雑誌の切り抜き、あるいはテープの跡が残る生原稿が、実際にその時代を経てきたかのように再現されている。幼いチャンの稚拙な絵が模倣を経て独自の絵柄を確立するまでの過程も周到に描写されている。作中作の多くはコミック史に残る名作へのオマージュとなっている。チャンが少年期に描いたロボット漫画は初期の手塚治虫を思わせ、日本軍による虐殺事件の描写にはアート・スピーゲルマンの『マウス』の影響が見られる。第二次世界大戦や直後のマラヤ危機を題材にした戦記物はECコミックスのスタイルで描かれている。そのほか、イギリスの漫画週刊誌『イーグル』、ウォルト・ケリーの『ポゴ』、『リトル・ニモ』、『MAD』、『ダークナイト・リターンズ』など、引用作品は枚挙に暇がない。
刊行翌年の2016年にシンガポール文学賞を受けている。国際的にも高い評価を寄せられており、2017年のアイズナー賞3部門など多くの受賞がある。2020年時点で日本語版は出ていない。

## あらすじ
2010年、72歳のチャーリー・チャン・ホックチャイはインタビュアーに語る。『ザ・ビーノ』やスーパーマンと同じ1938年に生を受けた自分は「シンガポールで最も偉大な漫画家」となるべく運命づけられたのかもしれない。
第二次世界大戦後の英植民地時代、路上の貸本屋で手塚治虫の『新宝島』と出会って漫画の世界に目を開かれたチャンは、16歳のときに描いた『アーファッの巨大ロボット』で漫画家としてデビューする。この作品にはチャンが体験した学生や労働組合による暴動事件が取り入れられており、巨大ロボットは中国系民衆の象徴として植民地政府と戦う。抗議運動の支援者として登場した二人の人物、リー・クアンユーとリム・チンシオンは、本書を通じて繰り返し顔を見せることになる。

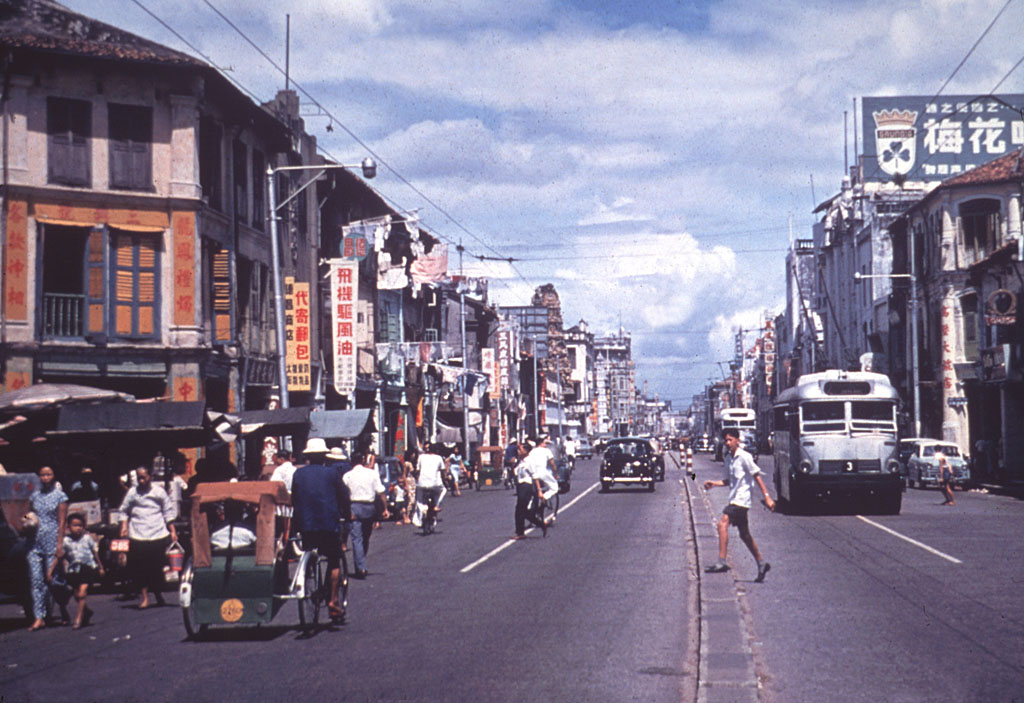
チャイナタウンの景観（1965年）。

チャンは漫画原作者を夢見る少年バートランドと意気投合して共作を始める。二人は子供向けの読み物に飽き足りず、独立の機運に沸き返る政局を作品化しようとする。エイリアンに支配された地球を舞台とするSFドラマの中で、支配者の言語と法体系に通じたリー・クアンユーは独立活動家リム・チンシオンと協力して人民行動党を結成する。心血を注いだ作品だったが、シンガポールの狭い出版界では発表の場を見つけられなかった。チャンとバートランドはやむを得ず、日本の赤本や劇画、さらにアメリカンコミックをヒントにして、安価なスーパーヒーローコミックの出版を軌道に乗せようとする。
読者はどこかの時点で「偉大な漫画家」がアイロニーでしかないことに気づく。本書で紹介されるチャンの作品はほとんどが未発表に終わったものである。ヒーローコミックはヒットせず、バートランドは漫画家としての将来に見切りをつけて実業の世界に去っていく。国内外の政治情勢も激変し、人民行動党を離脱して左派の領袖となっていたリム・チンシオンは反共意識の強い各国の力で政治的に抹殺される。それによって権力基盤を盤石にしたリー・クアンユーはシンガポールに独立をもたらし、アジア有数の富裕国へと導いた。しかし、そこは自由な表現が花開く社会ではなかった。チャンは薄給の警備員として糊口をしのぎながら、無名のまま政府の強権と抑圧を風刺する作品を描き続ける。
1988年、初老のチャンは『高い城の男』に影響を受けた歴史改変SFを描き始める。その世界ではリム・チンシオンの社会主義戦線が人民行動党を選挙で打ち負かし、シンガポールを繁栄に導く役割を担っていた。チャン自身もそこでは国民的漫画家だった。しかし選択されなかったはずの「真の歴史」が蘇り、恐るべき力で世界を正しい姿に戻そうとする。リムとチャンは抗う。チャンはこの作品の終わらせ方に迷い、未完のまま数年にわたって眠らせていた。しかし現実のリムの訃報を聞いて、二人の主人公を過去のシンガポールに送り返すことで一つの結末を与える。若きリムは労働運動の闘士としての道を再び歩み始める。チャンは貸本屋に目を留め、カール・バークスの『ドナルド・ダック』に読みふける幸福を思い出す。
2015年にリー・クアンユーの死を見送ったチャンは、今日も画材を整えて制作を続けている。

## 刊行の経緯

### 着想
コミック文化史と絡めてシンガポールの国史を語るのは、作者リュウが数年にわたって温めていた構想だった。ロバート・クラムらのアンダーグラウンド・コミックスがカウンターカルチャー・ムーブメントの産物であるように、コミックの発展は時代状況と密接に関連してきた。そこから発想を逆転させて、コミックについて語るとみせかけて歴史を論じることが可能だと気づいたのだという。
この作品でリュウは、「ザ・シンガポール・ストーリー」と呼ばれる政府公認の歴史とは異なる歴史観を提示しようとした。
シンガポールで育ったリュウは、正史と矛盾する風説が存在することに昔から気づいていた。
リュウは正史を完全に塗り替えようとしたわけではなく、人民行動党政府が清廉で豊かな社会を築いてきた事実も否定していない。ただ、語られる歴史と複雑な現実の間にあるギャップを埋め、より「包括的」な歴史観を提示したかったのだという。
中心的に取り上げられるのは、シンガポールが英植民地からマレーシア連邦への加入と脱退を経て独立に至った1950-60年代である。イアン・ジョンソンはこの時期について教えるシンガポールの歴史教科書を次のように要約している。
本書ではリー・クアンユーと並んで、一般にはあまり知られていないリム・チンシオン に大きくスポットが当てられている。労働運動出身のリムはカリスマ的な雄弁家であり、対立党を率いてリーの座を脅かした。しかし正史が語るところでは密かに共産主義テロを目論んでおり、1963年の「冷蔵庫作戦」によって検挙されて歴史の表舞台から消えた。この嫌疑には異論も寄せられている。本書はカバー裏イラストで「一山不容二虎（両雄並び立たず）」ということわざを使って両者の関係を暗示している。

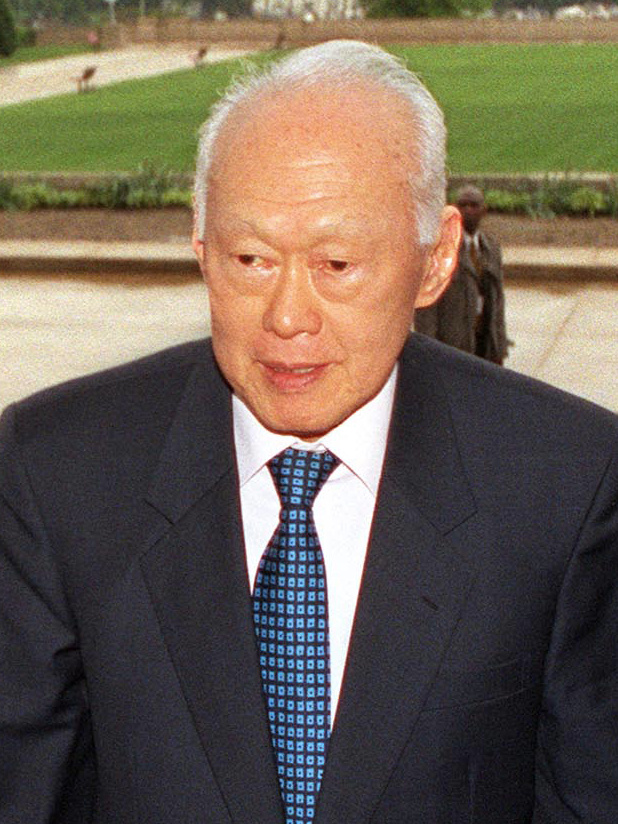
首相退任後も政界に影響力を持ち続けたリー・クアンユー（2002年）。

人民行動党の一党支配が続く同国において、政府の公式見解に異議を唱えるのは危険な行為であり、批判者は無期限拘留や名誉棄損訴訟、その他行政上の不利益を覚悟しなければならない。外国人に対しては表現の自由さえ保障されていない。永住権を持つマレーシア国籍のリュウだったが、シンガポールに帰化することで退路を断って本作の制作に当たった。

### 制作過程
リュウが語るところでは、シンガポールには漫画産業と呼べるものは存在したことがなく、人口規模の似通った香港で独自の漫画が発展したのとは比較にならない。一説によると、知識階級がシンガポールを移民先として選んでこなかったことがその理由だという。東南アジアの漫画研究者リム・チェンテューによれば、シンガポールの漫画文化は新聞・雑誌に掲載される短いコミック・ストリップからさほど発展しておらず、1980年から散発的にコミックブックの出版が見られるものの、漫画家がフルタイムの職業として成立するほどではない。
リュウ自身はアメリカのコミック界で生計を立てていたが、出版社が権利を所有する既存作への参加が中心であり、自分自身の作品を描く場はなかなか見つからなかった。特に本書のようにローカルな性格の作品を国外で出版するのは難しいと思われた。しかし2013年に地元の書籍出版社エピグラム・ブックスが書き下ろしグラフィックノベル出版に乗り出したことで発表への道が開けた。リュウにとって乾坤一擲の一作となった本書は、エピグラムが最初に企画したラインナップの中でも群を抜いて野心的なものであり、国際的に予想外の反響を集めることになる。
最初の構想は、多くの漫画家による作品の抜粋を並べた通史的な画集のようなものだった。断片的な架空作品の集積から世界全体を想起させる試みであり、リュウはそれを「ボルヘスの図書館」に例えている。しかしやがて、短い漫画と解説を交互に掲載する形式は一つのまとまった物語を語るのに不向きだと気づき、一人の漫画家の人生を軸にすることにした。解説も当初は文章で書かれる予定だったが、スコット・マクラウドやハービー・ピーカーのエッセイ漫画を参考に、作者自身が語り手となる漫画で置き換えられた。架空の作品群・主人公の回想・作者の論評といった重層的な構成に一本の芯を通すため、ロバート・マッキーの著書などで作劇法を学ぶ必要があった。適切な語りのトーンを作り出すためには、谷口ジローやアレン・セイの著作、あるいはウォーリー・ウッド、ハーヴェイ・カーツマン、藤子・F・不二雄のような漫画家の伝記が参考にされた。
主人公の名は中国系ヒーローの原型であるチャーリー・チャンを思わせるが、直接的な引用ではない。作者の念頭にあったのはウェイン・ワンの映画『チャン・イズ・ミッシング』である。失踪した人物を捜索するうちに多くの不可解な側面が浮上してくるという作品で、歴史を様々な観点から見ようとする本作とは共通点があるという。その後から「ホックチャイ」という中国名が語感で選ばれた。漢字表記は「陳福財」である。主人公の人物像に時代感を反映させるため、数多くの出版人や漫画家、歴史家への取材が行われた。チャンの政治とのかかわりや、契約の概念があいまいだった初期のコミック出版界で経済的に苦闘する姿にその成果が表れている。歴史上の政治事件については、訴訟への恐れから多くの二次資料を通じて事実関係の調査を入念に行った。

### 刊行と反響

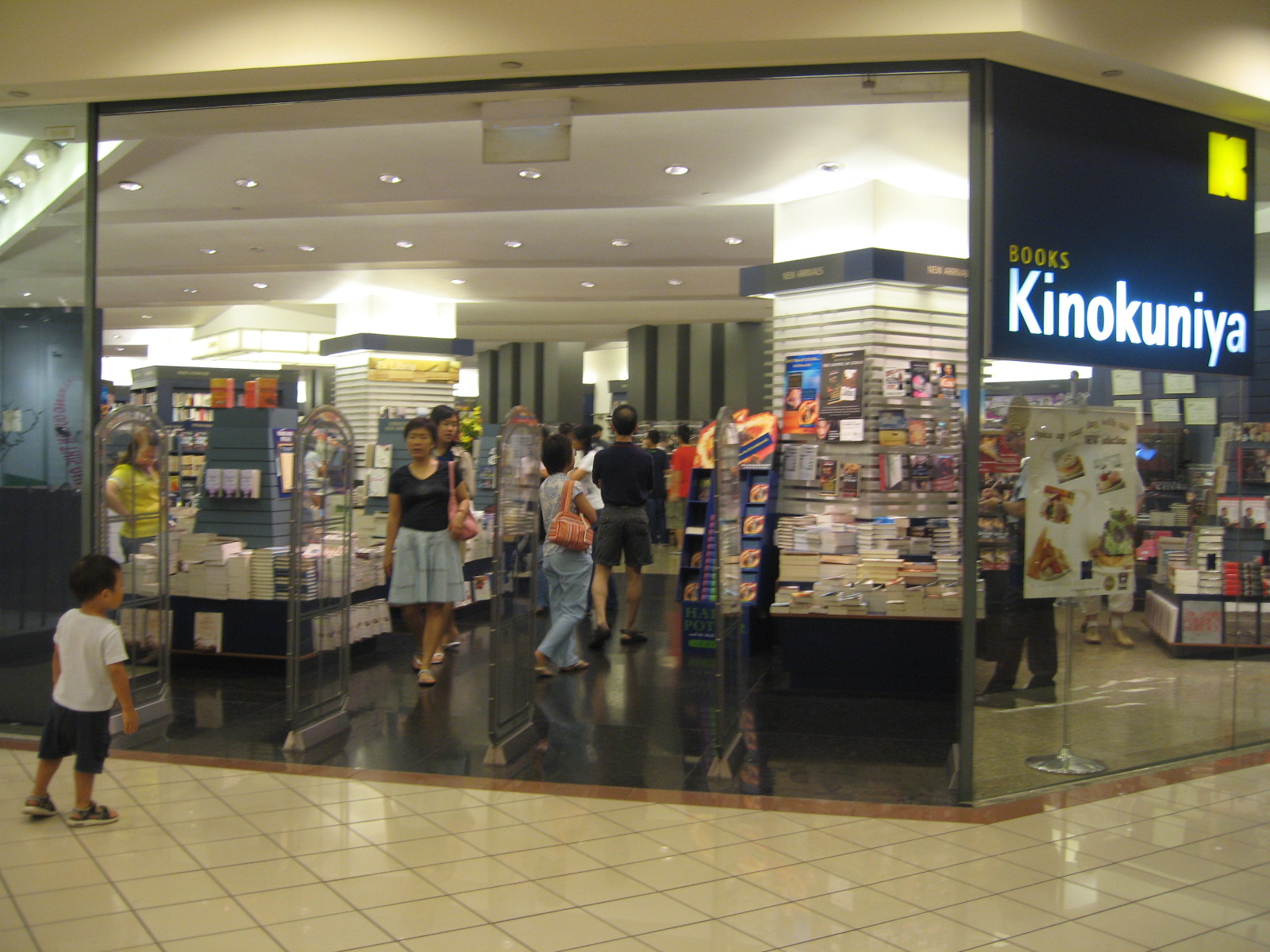
作中にも登場するシンガポール紀伊国屋書店はグッズ制作などで本書に協力した。

本作は制作当初にシンガポール国立芸術評議会から8000SGD（約60万円）の出版助成金を受けていたが、シンガポール紀伊国屋書店での発売を翌日に控えた2015年5月29日、「センシティヴな内容」で論争を巻き起こしたことを理由に助成が取り下げられた。芸術評議会のスポークスパーソンは新聞討論欄への寄稿で、本作が「政府とその管轄下にある公的機関の正統性の権威を潜在的に損なうものであり、我々の助成事業に関するガイドラインに抵触した」と述べた。どの描写が問題とされたのかは明言されなかったが、リム・チンシオンの社会主義戦線が人民行動党に変わって長期与党政党となった仮想歴史がそれではないかと言われている。この措置は国内芸術界や市民団体の反発を呼び、国際的にも広く報じられた。ただし本書のプロモーションや作者リュウの創作活動がそれ以上の影響を受けることはなく、2017年のアイズナー賞受賞には芸術評議会から婉曲ながらも賛辞が贈られた。
版元エピグラム・ブックスは表紙に印刷された芸術評議会のロゴをステッカーで隠して発売した。助成の撤回は逆に本書の知名度を高めることになり、初版1000部は数日で完売した。同年6月19日には早くもロゴを削除した第二版が発売された。重版のスピードはシンガポールの出版界で前例のないものだった。2017年時点で発行部数は1万5000部を超えた。人口の少ないシンガポールではグラフィックノベルの発行数は1000部が標準であり、本書は記録的なヒットとなった。しかし、作者リュウがSNSで公開したところによると、2016年9月時点での印税収入は海外版を合わせても6万SGD（400~500万円）にすぎない。丸2年の制作期間がかかったことを考慮すると、アメリカのメジャーなコミック出版社で作画を行っていた時と比べて相当な収入減だったという。

### 海外展開
2016年3月にパンテオン・ブックスからアメリカ版が出版され、フランス語・イタリア語版がそれに続いた。後にはスペイン語・ポルトガル語・簡体字・繁体字版も出た。シンガポールのコミック作品が西洋で出版されたのは初めてのことだった。米国版は1年で8000部が発行され、Amazonやニューヨーク・タイムズのベストセラーリストに名を連ねた。2016年にはシンガポール文学賞を、さらにシンガポールブックアワードの大賞を受けた。2017年にはアメリカのコミック界で最も権威あるアイズナー賞を原作者兼作画家、装丁、アジア作品国内版の3部門で受賞した。またレタラー、カラーリスト、最優秀グラフィックアルバムの3部門でもノミネートされた。同年にデンマークのコミック賞Pingprisenを最優秀海外コミック部門で受賞した。2018年、イタリアのコンベンションRomicsで審査員特別賞を、バルセロナ国際コミックフェアでは海外作家の作品部門で最優秀賞を受賞した。

## 社会的評価

### 批評家の反応
架空の作品群を通して多角的にストーリーを語る構成は多くの批評家から称賛された。ダグラス・ウォークはニューヨーク・タイムズで「創意に満ち、表現様式の曲芸を演じている」と評した。A.V. Clubは「それぞれに異質な文体・概念・美観・物語様式がひしめき合っているが、それらは損なわれることなくつなぎ合わされ、全体として一段と高いものになっている」と述べた。素描や油絵、ミクストメディア、コラージュなどの技法を駆使し、また日米英の名作の画風を自在に再現した作画も高く評価されている。シアトル・レビュー・オブ・ブックスは「アートのパルクール」と呼んだ。
シンガポールの独特な歴史、政治、文化を鮮やかに描き出した作品としても評価されている。ジョン・パワーズは米公共ラジオ局におけるレビューで「眼が眩むほどメタであり、同時に深く心を打つ」と評し、政府の言論統制への批判というだけでなく、忘れられた人々や失われた過去、そして漫画を描くという行為への「恋文」だと述べた。作家マイク・ケアリーは「コミックブックというメディアへの祝賀、最難関クラスのテクニック、スリル満点のジェットコースター、ビルドゥングスロマン、戦後から現在までの断固たる総括」と称賛した。
初めて国際的な認知を得たシンガポールのコミック作品でもあり、ストレーツ・タイムズ紙は同国のコミック史における「ランドマークになった」とした。バンド・デシネ研究家原正人は「経済発展にかまけるあまり、シンガポールには文化が育たなかったという見方があるらしい。だが、それも今は昔の話だと思わざるをえない。何しろ、世界中の傑作マンガと並べてみても勝るとも劣らない、これだけ知的で面白いマンガが、シンガポールで生まれたのだ」と述べている。
アート・スピーゲルマンは『マウス』と同時期に、架空の漫画家の日記を通じてアメリカ史を語る作品を構想していた。本作については「ソニー・リュウは私よりずっと技術が上です。21世紀に自分より絵が上手い人物が[同じテーマで]描いているのを見ると、嫉妬を覚えます」と語っている。

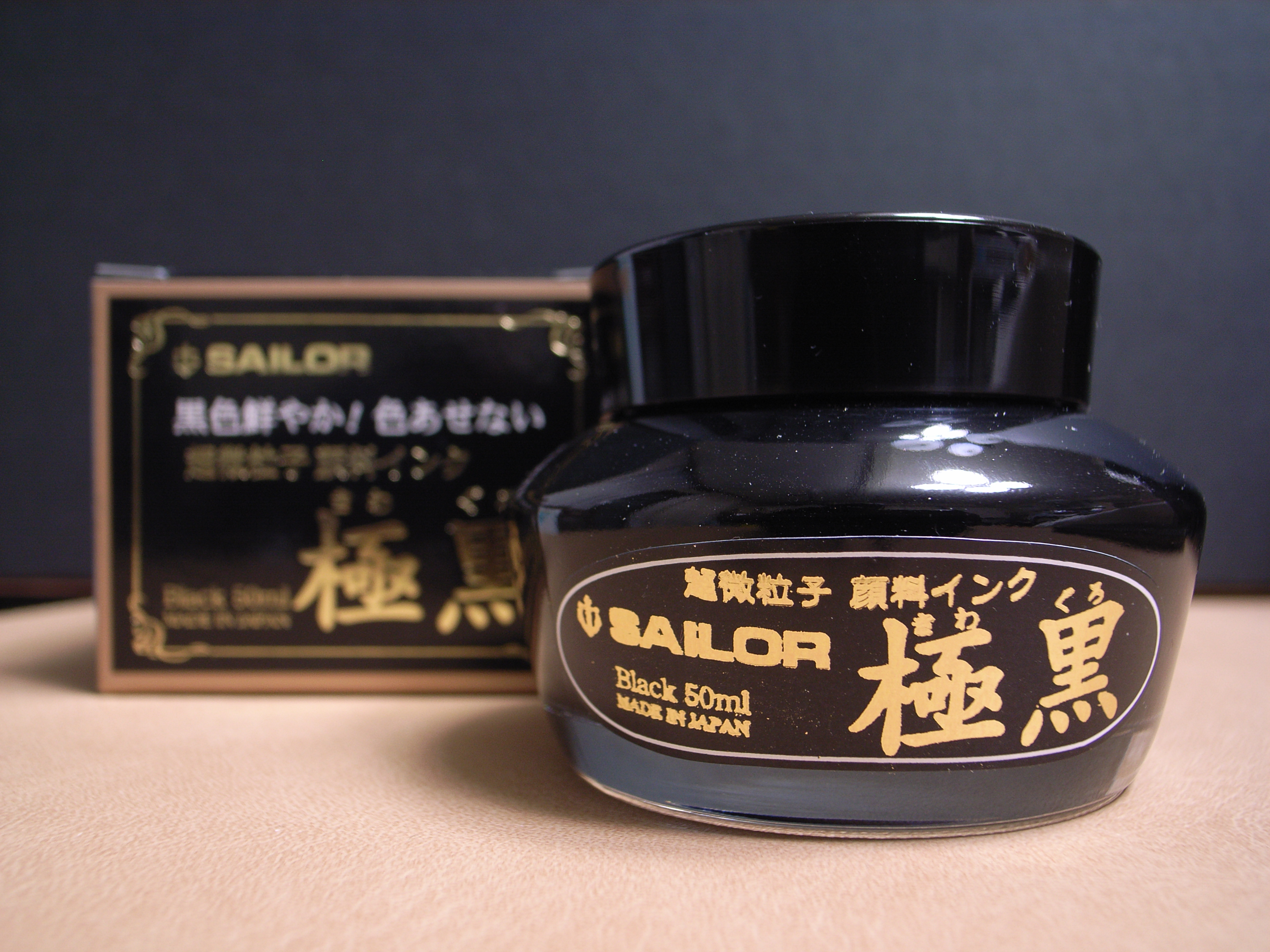
晩年のチャンが愛用するセーラー万年筆社のインク。

### 受賞
- 2016年シンガポール文学賞
- ニューヨーク・タイムズベストセラー
- 『エコノミスト』、2016年ブックオブザイヤー[56]
- NPR、2016年グラフィックノベル・ピック[57]
- ワシントン・ポスト、2016年ベスト・グラフィックノベル[58]
- ニューヨーク・ポスト、2016年ベストブック[59]
- 『パブリッシャーズ・ウィークリー』、2016年ベストブック（コミック）[60]
- サウスチャイナ・モーニング・ポスト、2016年アジアの書籍トップ10[61]
- A.V.クラブ（英語版）、2016年ベストコミック[62]
- コミック・ブック・リソーシズ、2016年トップ100コミック第23位[63]
- 『メンタル・フロス（英語版）』、2016年「最も興味深いコミックトップ31」[64]
- 2017年Pingprisen最優秀海外作品
- 2017年アイズナー賞ライター/アーティスト部門、パブリケーションデザイン部門、海外作品の米国版部門
- 2018年Romics審査員特別賞

## アニメーション
2020年11月、シンガポールの製作・配給会社108メディアによって全6話、各30分のアニメシリーズが制作されていることが報じられた。2021年か2022年の公開が計画されている。